# 陽新戰鬥 (國共內戰)
陽新戰鬥發生於1930年12月27日－30日，地點則是在中國湖北省南阳新县一帶。該戰鬥是國共內戰前期主要戰鬥之一，交戰一方為中華民國國民革命軍，另一方則為中國共產黨所領導之中國工農紅軍。